# Chant XXIII du Paradis
Le Chant XXIII du Paradis est le vingt-troisième chant du Paradis de la Divine Comédie du poète florentin Dante Alighieri. Il se déroule dans le Ciel des étoiles fixes, où résident les esprits triomphants ; nous sommes dans l'après-midi du 14 avril 1300 ou du 31 mars 1300.

## Thèmes et contenus

### L'Attente de Béatrice: versets 1-15
Béatrice contemple la partie la plus élevée de la voûte céleste, avec une expression d'attente, semblable à celle de l'oiseau qui attend anxieusement le lever du soleil. Dante imite cette attitude.

### Le Triomphe du Christ: versets 16-45
Après un court instant, le ciel s'illumine de plus en plus, et Béatrice annonce les hôtes des âmes rachetées par le Christ. La joie exprimée par son regard et son visage dépasse la capacité descriptive de Dante-poète.
Comme la pleine lune qui brille parmi les innombrables étoiles dans la nuit sereine, au-dessus de milliers d'âmes lumineuses apparaît un soleil qui les fait briller. Dans la lumière de ce soleil brille la « substance brillante », si brillante que Dante ne peut la contempler. Béatrice lui explique que sa vue est submergée par une force plus grande que toute autre. Dans cette «substance resplendissante » se trouvent la sagesse et la puissance qui ont rouvert les voies entre Dieu et la terre, à savoir le Christ tant attendu comme rédempteur. L'âme de Dante, éclairée et devenue plus grande qu'elle-même, ne se souvient plus de ce qui s'est passé, comme l'éclair d'un nuage qui se tourne vers la terre contre la tendance naturelle du feu qui monte vers le haut.

### Le Rire de Béatrice. Les Ámes triomphantes: versets 46-87
À ce moment-là, Béatrice l'invite à la regarder, car il est maintenant capable de supporter la vue de son rire. Dante , lorsqu'il entend cette invitation, se sent comme celui qui tente en vain de se rappeler d'un rêve évanoui. Toutes les langues des poètes nourris par les muses ne suffiraient pas à décrire un millième de la splendeur de ce « rire sacré » ; il faut donc que, pour décrire le paradis, le poème sacré s'envole, comme celui qui doit sauter parce qu'il est gêné dans sa course par un obstacle. Ce ne sera toutefois pas une occasion de blâme, si l'on considère le lourd sujet  et les forces humaines qui y sont confrontées : la navigation entreprise ne convient certainement pas à un « petit bateau », ni à un marin désireux d'économiser ses forces.
Béatrice l'invite à détourner son regard de son visage vers le « beau jardin  » qui fleurit grâce aux rayons du Christ : ici, nous voyons la Mère de Jésus, ici, ce sont les apôtres qui ont enseigné aux hommes le bon chemin. Dante voit une multitude d'âmes lumineuses, qui sont illuminées d'en haut, sans que l'on voie l'origine de ce rayonnement. Il comprend donc que le Christ a échappé à la faible vue humaine de Dante pour qu'il puisse contempler les âmes triomphantes.

### Le Triomphe de Marie: versets 88-111

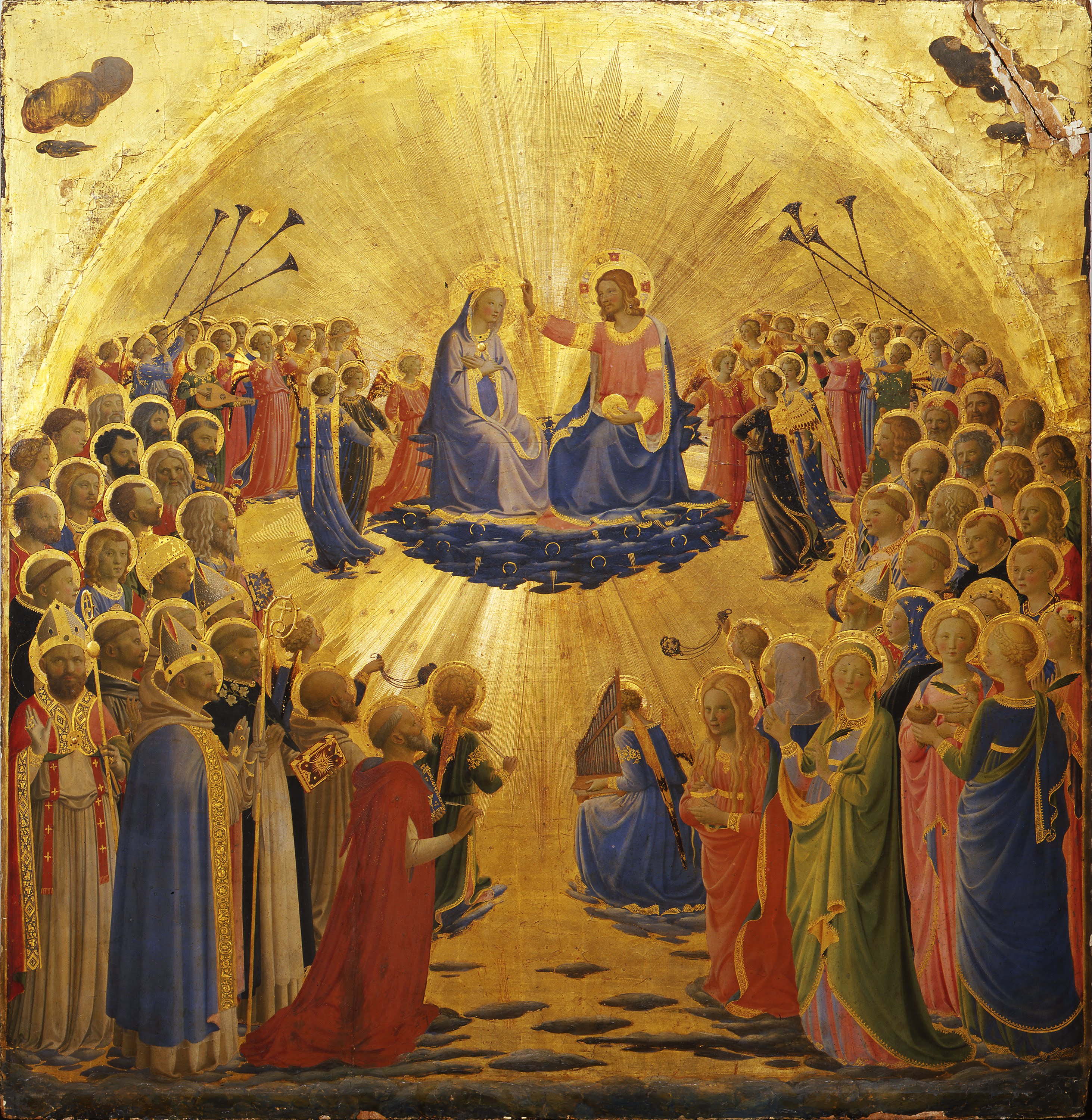
Beato Angelico, Couronnement de la Vierge, Florence, Galerie des Offices.

L'attention du pèlerin se concentre sur Marie, qu'il invoque toujours dans sa prière quotidienne, brillante plus que toute autre âme. À ce moment-là, une lumière descend sur Marie sous la forme d'une couronne, l'encerclant, la cernant et émettant un chant d'une douceur incomparable, tel que toute mélodie terrestre en comparaison sonnerait comme un coup de tonnerre. La  « mélodie circulaire  » (verset 108) exprime la louange de la mère de Jésus, et annonce qu'elle continuera à le faire jusqu'à ce qu'elle rejoigne son fils dans l'Empyrée. Les âmes s'unissent pour invoquer le nom de Marie.

### Marie monte à l'Empyrée. Hymne des Bienheureux: versets 112-129
Dante est incapable d'atteindre du regard le neuvième ciel, le plus proche de Dieu, il ne peut donc pas suivre Marie, encore couronnée du feu angélique, qui s'élève vers l'Empyrée en suivant son fils. Toutes les autres âmes se tendent vers le haut avec une affection manifeste, tout comme le bébé qui vient d'être allaité par sa mère se tourne vers elle. Ils saluent ensuite Marie avec l'hymne liturgique Regina Coeli.

### Saint Pierre apparaît parmi les Bienheureux: versets 130-139
Dante exprime sa louange pour la richesse spirituelle rassemblée dans les âmes du Paradis, parmi lesquelles triomphe saint Pierre, ainsi que tous les bienheureux de l'Ancien et du Nouveau Testament.

## Analyse
Dans ce Chant, Dante a un premier contact avec le monde des bienheureux, vu dans sa globalité, et non réparti dans les différents cieux, où ils lui étaient apparus auparavant. Les bienheureux constituent la multitude lumineuse qui célèbre et accompagne le triomphe du Christ et de Marie. Tout le Chant est tissé d'images de splendeur et de beauté, à tel point que le poète déclare son incapacité à exprimer ce qu'il a vu. (versets 23-24, 61-63). À partir de maintenant, et surtout dans les derniers Chants, ce thème de l'« ineffabilité » du Paradis revient à plusieurs reprises comme par exemple dans les versets 55-57 du Chant XXXIII. C'est le langage de l'analogie qui peut aider le poète dans la tâche qu'il déclare vouloir accomplir malgré toutes les difficultés (versets 64-69).
Le Chant s'ouvre sur un simulacre de nature naturaliste, teinté de tonalités affectives (l'amate fronde, dolci nati,gli aspetti disiati, con ardente affetto : versets 1-8). Un peu plus loin, un autre simulacre introduit la contemplation du triomphe, en le juxtaposant à un ciel étoilé avec une pleine lune : encore une image de la nature, agrémentée toutefois de références mythologiques (Trivia, les nymphes éternelles, verset 26). Puis, pour représenter sa propre expérience intérieure, Dante recourt à nouveau à une simili naturaliste pour signifier l'« excessus mentis mystique » (versets 40-45) : face à des réalités qui transcendent la pensée, l'esprit humain, éclairé, devient capable de saisir instantanément cette réalité, mais aussitôt après, il n'est plus capable de s'en souvenir, et ne peut donc en parler que de manière allusive et imparfaite.
La figure centrale du triomphe, Marie, n'est décrite d'aucune manière, mais désignée par des métaphores : la rose (verset 73), la belle fleur (verset 88), le plus grand feu (verset 90), l'étoile vivante (verset 92), le beau saphir (verset 101). Elle est bientôt approchée, entourée d'une couronne de lumière, une facella, qui devient, en chantant, circulata melodia. L'interprétation la plus répandue est qu'il s'agit de l'archange Gabriel, l'ange de l'Annonciation.
Le ton affectif reconnaissable dans la première comparaison du chant revient, de manière plus accentuée, aux versets 121-126, où l'affection ardente du bienheureux envers Marie, exprimée par l'extension vers le haut des flammes de l'âme, est juxtaposée à l'extension joyeuse de l'enfant ( fantolin) avec ses bras « vers sa mère » qui l'a nourri.
Dans ce Chant, les références polémiques au monde terrestre sont absentes : Dante apparaît complètement immergé dans la contemplation.